# Entelecara schmitzi
Entelecara schmitzi là một loài nhện trong họ Linyphiidae.
Loài này thuộc chi Entelecara. Entelecara schmitzi được Wladislaus Kulczynski miêu tả năm 1905.